# Docus Inzikuru
Dorcus (Docus) Inzikuru (Vurra (Arua District)), 2 februari 1982) is een Oegandese atlete, die op vele atletiekonderdelen goed presteert, maar zich ten slotte heeft gespecialiseerd in de 3000 m steeple en de lange afstand. Zij nam in 2004 en 2012 deel aan de Olympische Spelen.

## Biografie

### Gezinsachtergrond
Inzikuru is de dochter van een Anglicaanse priester. Haar ouders waren beiden getalenteerde atleten, maar wedijverden nooit op internationaal niveau. Ze was de derde van in totaal acht kinderen, maar verloor twee oudere broers in de leeftijd van acht en veertien aan tyfus en malaria. Hoewel haar officiële naam "Dorcus" luidt, voert ze op internationale wedstrijden de naam "Docus", aangezien haar naam in haar paspoort fout geschreven is.

### Wereldkampioene bij de juioren
Docus Inzikuru bleek een brede aanleg te hebben voor de atletieksport, wat onder meer tot uitdrukking kwam in het feit, dat zij in 1998 haar allereerste nationale titel veroverde bij het hoogspringen. Gaandeweg legde zij zich echter toe op de langere loopafstanden en in de periode van 1999 tot en met 2003 veroverde zij niet minder dan dertien nationale titels op een variëteit aan looponderdelen, van de 400 m met en zonder horden tot de halve marathon.
In 1999 trad ze voor het eerst internationaal voor het voetlicht, toen zij bij de wereldkampioenschappen voor B-junioren in Bydgoszcz achtste werd op de 3000 m. De eerste internationale titel van formaat haalde zij een jaar later binnen, bij de wereldkampioenschappen voor junioren van 2000 in het Chileense Santiago, waar zij op de 5000 m de gouden medaille veroverde door in de eindsprint in 16.21,32 de Ethiopische Meseret Defar (tweede in 16.23,69) ruim twee seconden voor te blijven. Twee jaar later, op de Afrikaanse kampioenschappen in Radés (Tunesië), was ze op deze afstand met haar tijd van 15.54,22 alweer bijna een halve minuut sneller, maar won ze niet. Ze veroverde dit keer het zilver.

### Eerste wereldkampioene steeplechase
In 2004 vertegenwoordigde Docus Inzikuru haar land op de Olympische Spelen in Athene, waar ze uitkwam op de 5000 m. Met haar tijd van 15.38,59 werd ze twaalfde in haar serie en bleef ze ver verwijderd van de finale. Om die te bereiken had ze meer dan een halve minuut sneller moeten lopen en dat zat er deze keer in Athene niet in, hoewel ze kort voor de Spelen in België een PR van 15.05,30 had gerealiseerd. Had ze die tijd in Athene geëvenaard, dan was ze nog net als laatste tijdsnelste tot de finale doorgedrongen.
Haar grootste internationale prestatie leverde zij vervolgens in 2005, toen zij op de wereldkampioenschappen in Helsinki goud won op de 3000 m steeple in 9.18,24. Hiermee werd Inzikuru de eerste wereldkampioene op dit onderdeel en tevens de eerste Oegandese, die goud won op een WK. Eerder dat jaar had zij ook deelgenomen aan de wereldkampioenschappen veldlopen, waarin ze echter slechts als achttiende was gefinisht. Het jaar daarop won zij de Oeiras International veldloop, maar op de WK veldlopen in het Japanse Fukuoka staakte ze de strijd ditmaal voortijdig.

### Comeback in 2009
Na een tweejarige onderbreking van haar atletiekloopbaan vanwege de geboorte van haar dochter Emmanuelle Munguci en na te zijn behandeld aan verschillende lichamelijke ongemakken, zoals een bijholteontsteking en verschillende vormen van allergie, pakte Inzikuru de wedstrijdsport weer op. Op 6 juni 2009 won ze een 800 meterrace in Namboole in 2.12,0. Na afloop verklaarde zij: "Dit was mijn fijnste race na meer dan twee jaar. Ik ben net aan mijn comeback begonnen en ben trots op mijn tijd. Het vergroot mijn zelfvertrouwen". Later dat jaar liep ze in Zuid-Tirol een halve marathon in een PR-tijd van 1:16.08.
In 2010 en 2011 kwam ze slechts sporadisch in atletiekwedstrijden uit. Ze slaagde er maar niet in om haar vorm van voor haar zwangerschap terug te krijgen en liet in die jaren als beste tijden op de 3000 m steeple 9.53,02 en 9.54,50 noteren.
In 2012 deed Inzikuru andermaal een serieuze poging om terug te keren aan de top. Met een tijd van 9.30,95 kwalificeerde zij zich voor de Olympische Spelen in Londen, om er daar achter te komen dat de concurrentie in de tussentijd niet had stilgezeten en men op de 3000 m steeple flink vooruit was gegaan. Met haar serietijd van 9.35,29 wist zij niet door te dringen tot de finale.

### Overstap naar marathon
Daarna gooide Docus Inzikuru het over een andere boeg. In 2013 trachtte zij haar carrière een nieuwe impuls te geven door over te stappen op de marathon, maar bij haar debuut in de marathon van Brighton kwam zij tot een tijd van 2:42.38 en daarmee miste zij het Oegandese record (2:40.31), dat ze zich ten doel had gesteld.   

### Privé
Inzikuru is getrouwd met een arts, Martin Bosco Acidri, een voormalige sprinter. Ze traint en verblijft vaak in Turijn en komt uit voor de Milanese club Camelot. Ze traint vaak samen met wereldrecordhouder Saif Saaeed Shaheen, aangezien beiden dezelfde coach hebben, Renato Canova.

## Titels
- Wereldkampioene 3000 m steeple - 2005
- Gemenebestkampioene 3000 m steeple - 2006
- Oegandees kampioene 400 m - 2002
- Oegandees kampioene 800 m - 2002, 2003
- Oegandees kampioene 1500 m - 1999, 2000, 2003
- Oegandees kampioene 3000 m - 2000, 2002
- Oegandees kampioene 5000 m - 1999, 2000, 2001
- Oegandees kampioene halve marathon - 2001
- Oegandees kampioene 400 m horden - 2001
- Oegandees kampioene hoogspringen - 1998, 2001

## Persoonlijke records
Baan
| Onderdeel      | Prestatie                  | Datum            | Plaats         |
| -------------- | -------------------------- | ---------------- | -------------- |
| 800 m          | 2.03,00                    | 12 juli 2003     | Lugano         |
| 1500 m         | 4.23,77                    | 5 september 2009 | Brugnera       |
| 1 Eng. mijl    | 4.36,05                    | 2 augustus 2003  | Heusden-Zolder |
| 3000 m         | 8.46,29 (nat. rec.)        | 4 juli 2003      | Parijs         |
| 5000 m         | 15.05,30 (nat. rec.)       | 31 juli 2004     | Heusden-Zolder |
| 2000 m steeple | 6.04,46 (nat. rec.)        | 1 juni 2005      | Milaan         |
| 3000 m steeple | 9.15,04 (ex-AR; nat. rec.) | 14 juni 2005     | Athene         |

Weg
| Onderdeel      | Prestatie | Datum          | Plaats   |
| -------------- | --------- | -------------- | -------- |
| halve marathon | 1:16.08   | 4 oktober 2009 | Egna     |
| marathon       | 2:42.38   | 14 april 2013  | Brighton |

Indoor
| Onderdeel | Prestatie            | Datum            | Plaats    |
| --------- | -------------------- | ---------------- | --------- |
| 1500 m    | 4.19,50 (nat. rec.)  | 19 februari 2005 | Ancona    |
| 3000 m    | 9.11,75 (nat. rec.)  | 22 februari 2004 | Genève    |
| 5000 m    | 15.40,03 (nat. rec.) | 31 januari 2004  | Stuttgart |

## Palmares

### 3000 m
- 1999: 8e WK jeugd - 9.15,66
- 2004: 9e in serie WK indoor in Boedapest - 9.21,48

### 5000 m
- 2000:  WJK - 16.21,32
- 2002: 4e Gemenebestspelen - 15.18,01
- 2002:  Afrikaanse kamp. - 15.54,22
- 2003:  Afro-Aziatische kamp. - 16.33,71
- 2003:  Afrikaanse Spelen - 16.42,9
- 2003: 15e in serie WK - 16.00,99
- 2004: 12e in serie OS - 15.38,59

### 3000 m steeple
- 2005:  WK - 9.18,24
- 2005:  Wereldatletiekfinale - 9.21,80
- 2006:  Gemenebestspelen - 9.19,51
- 2012: 7e in serie OS 9.35,29

### marathon
- 2013: 4e marathon van Brighton - 2:42.38

### veldlopen
- 2000: 10e WK  (junioren) - 21.02
- 2004: 38e WK (korte afstand) - 14.16
- 2005: 18e WK (korte afstand) - 14.03
- 2007: DNF WK

2005 Docus Inzikuru ·
2007 Jekaterina Volkova ·
2009 Marta Domínguez ·
2011 Habiba Ghribi ·
2013 Milcah Chemos Cheywa ·
2015 Hyvin Jepkemoi ·
2017 Emma Coburn ·
2019 Beatrice Chepkoech ·
2022 Norah Jeruto ·
2023 Winfred Mutile Yavi